# レイファー・アルストン
- レイファー・オルストン

レイファー・ジャマール・アルストン（Rafer Jamel Alston, 1976年7月24日 - ）は"スキップ・トゥー・マイ･ルー" (Skip to my lou) のニックネームで知られる、ニューヨーク市クイーンズ区出身の元バスケットボール選手。ポジションはポイントガード。フレズノ州立大学出身。2017年よりミネソタ・ティンバーウルブズのスカウトを務めている。身長188cm、体重79.4kg。日本では「ラファー」「オルストン」とも表記、呼称される。

## プロフィール

### ストリート時代
クイーンズで育った彼は、高校生の頃からストリートバスケの本場であるニューヨークのplayground（ストリート・コート）で活躍していた。実力や人気のあるストリートボール選手はニックネームで呼ばれることが多いが、彼のニックネームも、ストリートコートで見せる彼の驚異的なドリブル技術がまるでスキップするかのような変速的リズムで繰り出されるものであったことから、アメリカの有名な童謡の名をもじって名づけられたものである。
ニューヨークの超人気ストリートボーラーとなった彼が、"スキップ・トゥー･マイ･ルー"として世界に知られることとなったきっかけは、「AND1 Mixtape1」であった。これは、スキップの家族が彼のプレーをホームビデオに録画し、バスケットボール専門アパレルメーカーのAND1に送った映像が元になっている。AND1がその映像にヒップホップの楽曲を乗せて編集したところ、これが爆発的な人気を集めたのである。このAND1 Mixtapeは、現在の世界的なストリートバスケットボール人気の起爆剤となったものである（なお、Mixtape1~4は正規ルートでは現在入手不可能であるが、Mixtape5以降は日本でも入手できる）。
実は、ストリートで活躍した後にNBA選手となった者は多いのだが、そのほとんどの選手は高校や大学のリーグでもプレーし、そこで実績を挙げてNBA入りを果たしている。そのような、いわゆるエリート選手とは異なり、レイファー・アルストンはストリートで名声を得て、それを足がかりとして大学に進学し、NBA入りを果たした選手である。そのため、彼はストリート出身のNBA選手として人気を集めているのである。

## 略歴
1998年、ミルウォーキー・バックスからドラフト2順目(全体39位)で指名を受ける。1998-99シーズンはCBA(Continental Basketball Association)でプレー1999年9月22日、バックスと契約。2001年7月30日、バックスと再契約。2002年9月6日、ゴールデンステート・ウォリアーズとトレーニングキャンプに関する契約するも。10月23日に解雇された。
2003年1月7日、トロント・ラプターズと10日間契約を結び、1月18日、ラプターズと残りシーズンの契約。
2003年9月4日、マイアミ・ヒートと契約。2004年7月14日、トロント・ラプターズと契約。
2005年、ヒューストン・ロケッツへ移籍。2009年2月19日、ジャミーア・ネルソンの負傷のポイントガードの補充を兼ねた、メンフィス・グリズリーズも絡んだ三角トレードでオーランド・マジックへ移籍。同年のNBAファイナルに出場するも、ロサンゼルス・レイカーズに1勝4敗で敗退した。
2009年7月25日、ヴィンス・カーター絡みの大型トレードでニュージャージー・ネッツへ移籍するも、2010年1月5日、ネッツを解雇。1月7日、ヒートと契約するも、シーズン終盤に解雇。以降はDリーグなどでプレーし、2012年に引退した。
2017年10月28日、ミネソタ・ティンバーウルブズのスカウトに就任したことが発表された。